# Matilde di Magdeburgo
Matilde di Magdeburgo (in tedesco: Mechthild von Magdeburg; Sassonia, 1212 circa – Abbazia di Helfta, 1283) è stata una mistica e scrittrice tedesca, beghina e poi monaca, autrice di prose e poesie di alto valore stilistico tramite cui narrò le proprie esperienze religiose, raccolte nell'opera La luce fluente della divinità (Das fliessende Licht der Gottheit).

## La luce fluente della divinità
L'unica opera di Matilde di Magdeburgo è stata scritta tra il 1250 e il 1282 ed è il primo testo mistico europeo ad essere stato scritto in lingua basso-tedesca. Il testo originale non é sopravvissuto, ma è arrivata sino a noi la traduzione in lingua alto-tedesca del quattordicesimo secolo di Heinrich di Nördlingen, il quale ha riordinato l'opera in sette volumi e censurato alcuni passaggi, soprattutto quelli più esplicitamente erotici. Dopo secoli di censura, La luce fluente della divinità è accessibile al pubblico dal 1869 con l'edizione di Pater Gall Morel.